# 구케시 디
구케시 디(Gukesh D), 본명 구케시 돔마라주(Gukesh Dommaraju, 2006년 5월 29일~)는 인도의 체스 그랜드마스터이자 현 세계 체스 챔피언이다. 구케시는 역사상 세 번째로 어린 그랜드마스터이며 체스 레이팅 2700에 도달한 3번째 최연소 체스 선수이며 2750에 도달한 최연소 체스 선수, 최고 레이팅 기록은 2794으로 역사상 18번째로 높은 레이팅을 기록한 선수이다. 또한 최연소 도전자 결정전 우승자이자 최연소 세계 체스 선수권 대회 출전자이기도 하다. 체스 올림피아드에서 단체전 금메달 1개와 개인전 은메달 2개, 단체전 동메달 1개도 획득했다. 아시안 게임에서도 체스 부분 은메달을 획득했다.
유소년 시기 구케시는 세계 청소년 체스 선수권 대회와 아시아 청소년 선수권 대회에서 여러 차례 금메달을 획득했다. 2024년 세계 체스 선수권 대회에서는 구케시가 중국의 딩리런을 7½-6½로 꺾으며 최연소 세계 체스 챔피언이 되었다.

## 어린 시절
구케시는 2006년 5월 29일 첸나이에서 안드라프라데시주 고다바리 지역 출신 텔루구인 가정에서 태어났다. 아버지인 라지니칸트 박사는 이비인후과 의사이며 어머니인 파드마 박사는 미생물학자이다. 구케시는 7살 때 체스를 처음 배우기 시작했다. 이후 첸나이 아야남바캄에 있는 벨람말 비댜라야 학교를 다녔다.
구케시는 2013년부터 일주일에 3일, 하루에 한시간씩 체스를 배우고 연습하기 시작했다. 이후 체스 선생으로부터 실력을 인정받아 주말마다 토너먼트에 나가며 경기를 치르기도 했다.

## 같이 보기
- 인도의 체스
- 인도의 체스 선수 목록
- 체스 그랜드마스터 목록